# La Venta (Honduras)
La Venta, ook La Venta del Sur genoemd, is een gemeente (gemeentecode 0808) in het departement Francisco Morazán in Honduras.
De hoofdplaats ligt op 52 km van Tegucigalpa, dicht bij de Pan-Amerikaanse Snelweg, op een kleine hoogvlakte in de buurt van de rivier Moramulca. De omgeving is erg bosachtig. De bevolking houdt zich voornamelijk bezig met landbouw, met name de teelt van pruimen en ander vruchten.

## Bevolking
De bevolking is als volgt verdeeld:
| Vrouwen | 3040 | 47,9% |
| Mannen  | 3313 | 52,1% |

## Dorpen
De gemeente bestaat uit drie dorpen (aldea), waarvan de grootste qua inwoneraantal: La Venta (code 080801) en Opimuca (080804).